# Cain

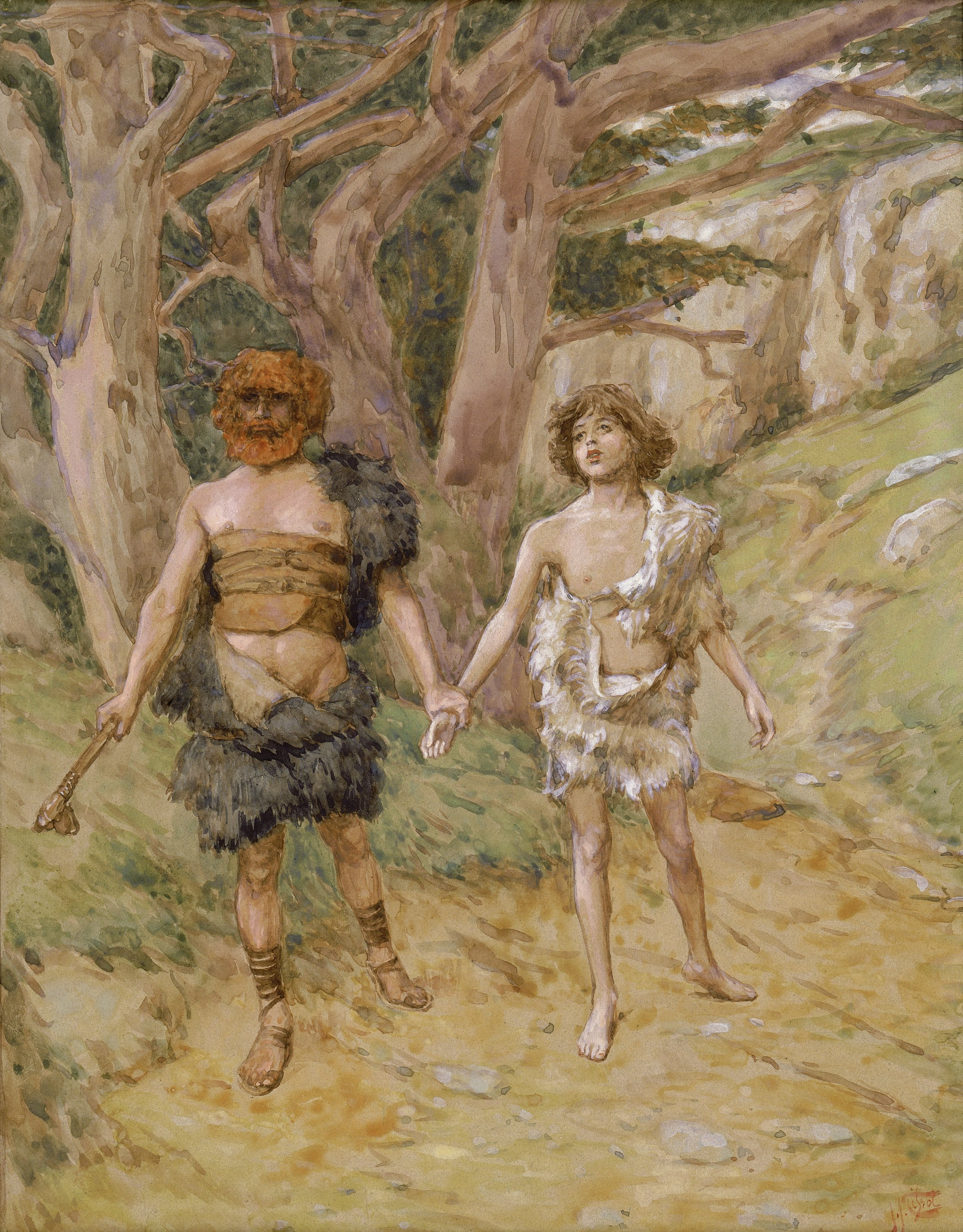
Cain și Abel, de James Tissot.

Cain (în ebraică:קיִן) este un personaj biblic. Conform Bibliei, era fiul lui Adam și al Evei și l-a ucis pe fratele său Abel (în ebraică:הבל - Hevel)
Cain a fost primul fiu, al primilor oameni de pe pământ. Conform cărții Genezei, într-o zi, atât el, cât și fratele său Abel, au adus o jertfă lui Dumnezeu. Abel a adus un miel, iar Cain, pentru că se ocupa cu agricultura, a jertfit din roadele pământului. Dumnezeu nu a privit cu bunăvoință la jertfa lui Cain, nu atât datorită jertfei, cât datorită caracterului său și astfel Cain, orbit de gelozie l-a ucis pe Abel.

## Cain, creatorul civilizației?
Fiind agricultor, omul nu mai trebuia să mai caute hrană. Agricultura-cultivarea cerealelor, legumelor și fructelor l-a făcut pe om puternic. Agricultura a făcut omul să se sedentarizeze. Cain probabil,  era unul din veriga Homo Sapiens Sapiens. Homo Sapiens a fost primul care cultiva, construia case, orașe, având propria cultură. În schimb, Abel, se ocupa cu păstoritul sau vânătoarea. 

## Cain în Coran

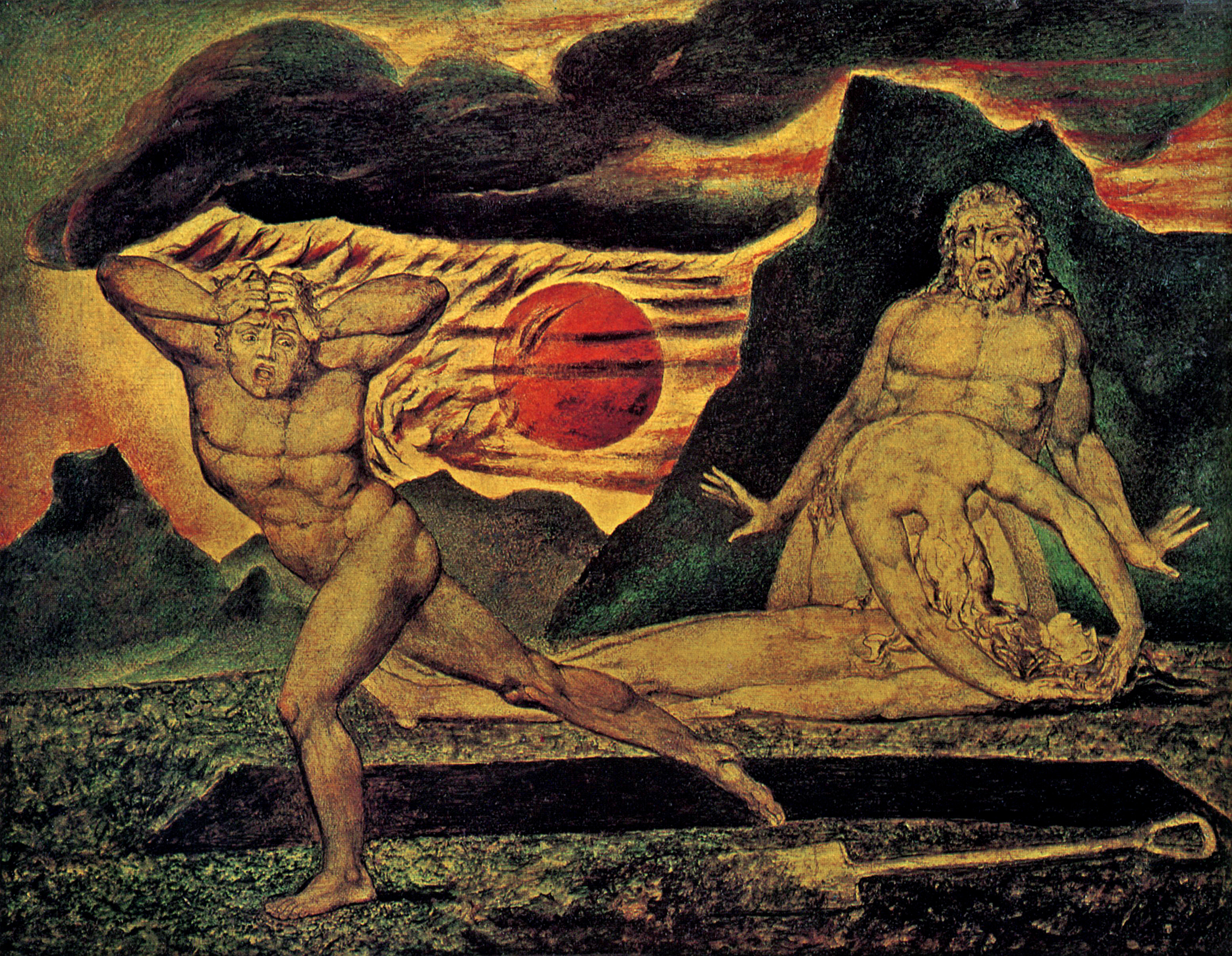
Adam și Eva descoperă corpul lui Abel. În stânga este Cain. Pictură de William Blake

În Coranul islamic, Dumnezeu nu primește jertfa lui Cain, primind-o însă pe cea a lui Abel, ba chiar mai mult, a fost primită cu tot triumful (fulgerul i-a ars mielul sacrificat, semn că Dumnezeu era mulțumit). De ce nu a vrut Dumnezeu să-i primească jertfa lui Cain? Cain era un om rău, în timp ce Abel era un om bun. 
Gelozia caracterizează comportamentul rău al lui Cain. El îl cheamă pe Abel pe câmp, omorându-l cu o piatră. În islam, Cain nu știa să omoare, de aceea se spune că însuși Diavolul l-a învățat cum să procedeze. Cei mai mulți spun însă că Abel a fost ucis probabil, fără intenție. Regretându-și fapta, el dorea să o ascundă. Văzând un corb care îngropa un alt corb ucis de el, Cain a preluat modelul. Astfel ar fi început cultul înmormântării omului. La sfârșit, Eva primește de la Diavol vestea morții fiului ei. Neștiind ce înseamnă moarte, explicația diavolului o face să fie primul om ce plânge moartea unui om. 

## Cain-ucigașul oamenilor?

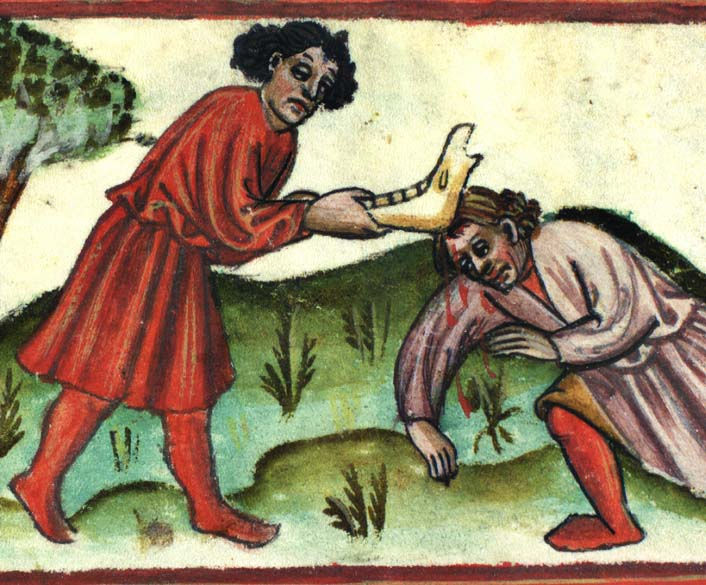
Cain îl ucide pe Abel, manuscris medieval vechi din secolul al XV-lea.

După ce Cain l-a ucis pe Abel, fratele său, din gelozie, a fost gonit de Dumnezeu. Pentru Dumnezeu uciderea a fost un păcat și îngroparea dovada neresponsabilității. În varianta islamică, Dumnezeu l-a acuzat pe Cain, dovedindu-i că auzea glasul sângelui lui Abel. Sângele este scris la plural, semnificând uciderea mai multor oameni, deoarece dacă ucizi un om, îi ucizi toți urmașii care urmau să se nască, adică Cain a ucis o întreagă națiune. În continuare, Cain și-ar fi luat una din surori, Awan, și a plecat să cutreiere pământul, răspândind rasa umană.

## Semnul lui Cain
Înainte de a pleca în lume, Cain îndurerat de păcatul său, aflat sub povara pedepsei, îi cere lui Dumnezeu protecție, în cazul în care alți oameni ar încerca să-l ucidă. Dumnezeu îi oferă un semn de protecție, astfel încât chiar dacă cineva l-ar ucide, Cain ar fi răzbunat de 7 ori.

## Galerie de imagini

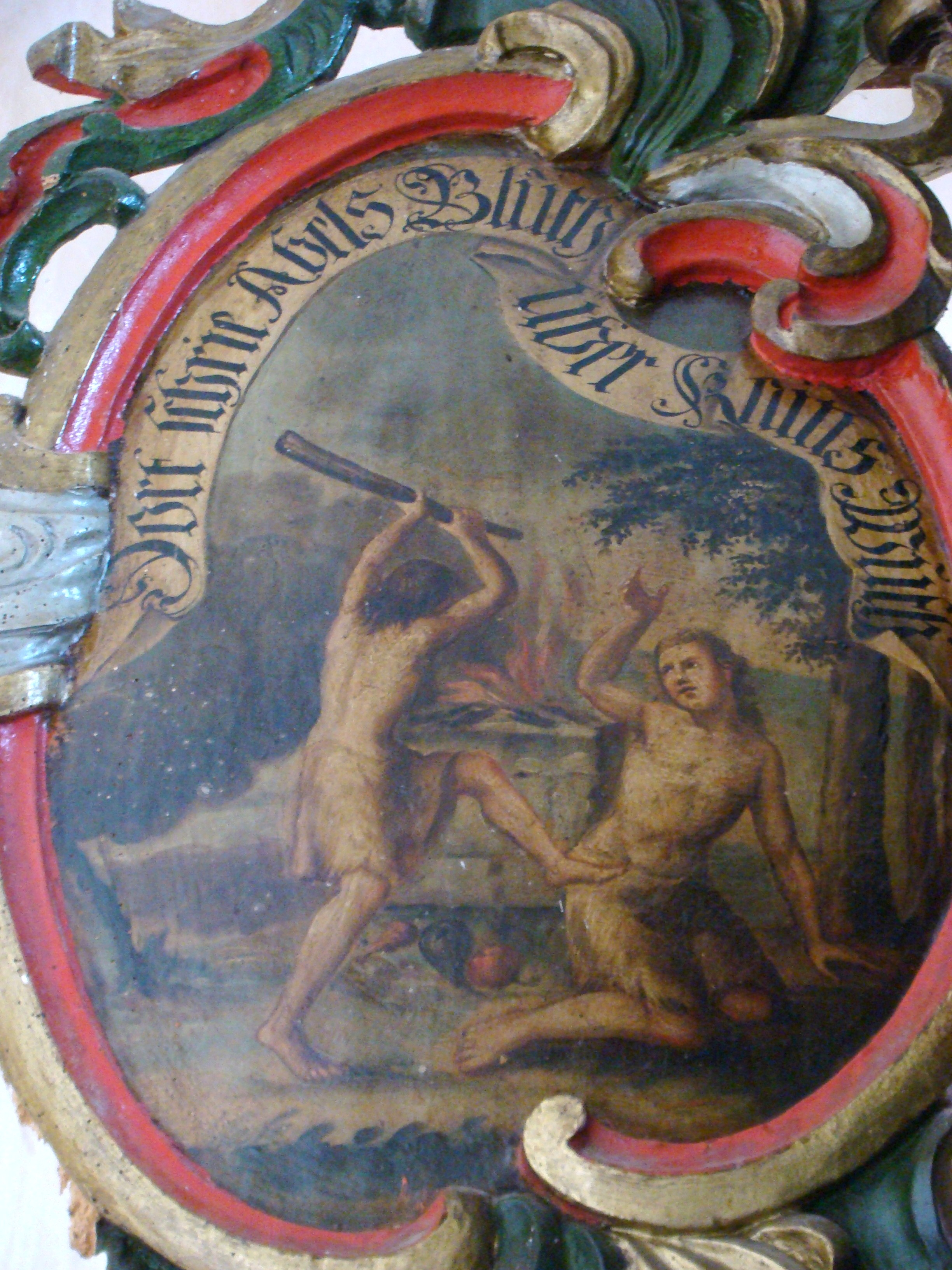
Cain ucigându-și fratele, Biserica medievală din Valea Lungă, în apropiere de Blaj

## În cultura populară
- 2015  - He Never Died, film americano-canadian. Henry Rollins interpretează rolul unui canibal nemuritor care se dovedește a fi Cain